# Brändbolstad
Brändbolstad (ibland stavat Brännbolstad) är en by i Sunds kommun på Åland med 28 invånare (2023). Den gränsar i väster till byn Björby, i öster till byn Strömbolstad, i söder till sjön Östra Kyrksundet och i norr till byarna Sonröda, Syllöda och Tengsöda i Saltvik. 
Insjöarna Kvärsjö och Borgsjö ligger helt inom Brändbolstads gränser, medan Askarträsk, Mösjö och Östra Kyrksundet delvis hör till byn.
Brändbolstad hörde till Sunds församling fram till 1985, därefter till Sund-Vårdö församling och ingår sedan 2022 i Norra Ålands församling.

## Historia
Byn är en medeltida avsöndring från områdets urby Björby, grannbyn i väster. 
Namnet Brändbolstad är sammansatt av orden bränd och bolstad. Det senare ordet har sannolikt haft betydelsen ’utäng’ eller ’utjord’, medan förleden berättar att ängen någon gång har brunnit, kanske under en torr sommar. Antagligen hörde ängen från början till byn Björby. Senare byggde någon, kanske en yngre son i Björby, en ny gård på platsen. Gården övertog ängens namn Brändbolstad och växte med tiden till en by.
Brändbolstad omtalas första gången i ett dokument daterat i den 28 oktober 1397 som handlar om pantsättning av jord i Björby. Bland vittnena nämns Helge a Brendebolstadh. Denne ”Helge på Brändbolstad” är den första bybo vi känner till namnet.
I 1530-talets skatteböcker nämns fyra bönder i Brändbolstad. I mitten på 1500-talet var de i stället sex. Dessutom hade en bonde i grannbyn Strömbolstad en större utjord i byn. Senare minskade antalet gårdar först till fem och i mitten på 1600-talet till fyra. På 1800-talet hade de beteckningarna 
- nr 1, Östergård,
- nr 2 Grannas,
- nr 3 Västergård och
- nr 4 Norrgård.[8]

Norrgård hade en egen såg. Enligt 1855 års jordebok var det en husbehovssåg med en ram, anlagd 1820 i Dragöda strömfall. Den fanns i den branta bäcken från Mösjö ner till Tengsödavik. Bäcken utgjorde gräns mot Tengsöda by i norr.
Utjorden i Brändbolstad som omtalades på 1500-talet fortsatte att ägas av en av gårdarna i Strömbolstad. Omkring 1840 bebyggdes den och avskildes senare till en ny gård med beteckningen 
- nr 5 Pellas.[9]

Ett speciellt hantverkverk är förknippat med Brändbolstad, nämligen svarvning. Både inom släkterna Nordin och Lindqvist har det funnits yrkesskickliga svarvare, som särskilt ägnat sig åt att tillverka spinnrockar.

## Befolkningsutveckling
| Befolkningsutvecklingen i Brändbolstad 1970–2020 | Befolkningsutvecklingen i Brändbolstad 1970–2020 | Befolkningsutvecklingen i Brändbolstad 1970–2020 | Befolkningsutvecklingen i Brändbolstad 1970–2020 | Befolkningsutvecklingen i Brändbolstad 1970–2020 |
| ------------------------------------------------ | ------------------------------------------------ | ------------------------------------------------ | ------------------------------------------------ | ------------------------------------------------ |
|                                                  |                                                  |                                                  |                                                  |                                                  |
| År                                               |                                                  |                                                  | Folkmängd                                        |                                                  |
| 1970                                             | 1970                                             |                                                  | 29                                               |                                                  |
| 1980                                             | 1980                                             |                                                  | 32                                               |                                                  |
| 1990                                             | 1990                                             |                                                  | 28                                               |                                                  |
| 2000                                             | 2000                                             |                                                  | 27                                               |                                                  |
| 2010                                             | 2010                                             |                                                  | 36                                               |                                                  |
| 2020                                             | 2020                                             |                                                  | 32                                               |                                                  |